# A Day at the Races Tour
A Day at the Races Tour – trasa koncertowa brytyjskiej grupy rockowej Queen promująca album A Day at the Races. Zespół koncertował w Ameryce Północnej (Stany Zjednoczone i Kanada) oraz w Europie.
Podczas tej trasy Queen po raz pierwszy wykonał w całości „Brighton Rock” oraz „Bohemian Rhapsody”.
Przez większą część północnoamerykańskiego etapu trasy supportem zespołu była irlandzka grupa Thin Lizzy.

## Programy koncertów

### Pierwszy etap – Ameryka Północna
1. „Procession”
2. „Tie Your Mother Down”
3. „Ogre Battle”
4. „White Queen”
5. „Somebody to Love”
6. „Killer Queen”
7. „Good Old-Fashioned Lover Boy”
8. „The Millionaire Waltz”
9. „You’re My Best Friend”
10. „Bring Back That Leroy Brown”
11. „Sweet Lady”
12. „Brighton Rock”
13. „’39”
14. „You Take My Breath Away”
15. „White Man”
16. kanon wokalny (Freddie Mercury)
17. „The Prophet’s Song”
18. „Bohemian Rhapsody”
19. „Stone Cold Crazy”
20. „Keep Yourself Alive”
21. „Liar”
22. „In the Lap of the Gods... Revisited”
23. „Now I’m Here”
24. „Big Spender”
25. „Jailhouse Rock”
26. „God Save the Queen” (z taśmy)

Pozostałe utwory (rzadko grane)
- „Saturday Night's Alright for Fighting” (Seattle)
- „Stupid Cupid” (Seattle)
- „Be-Bop-A-Lula” (Seattle)

### Drugi etap – Europa
1. „Tie Your Mother Down”
2. „Ogre Battle”
3. „White Queen”
4. „Somebody to Love”
5. „Killer Queen”
6. „Good Old-Fashioned Lover Boy”
7. „The Millionaire Waltz”
8. „You’re My Best Friend”
9. „Bring Back That Leroy Brown”
10. „Death on Two Legs”
11. „Sweet Lady”
12. „Brighton Rock”
13. „’39”
14. „You Take My Breath Away”
15. „White Man”
16. kanon wokalny (Freddie Mercury)
17. „The Prophet’s Song”
18. „Bohemian Rhapsody”
19. „Stone Cold Crazy”
20. „Keep Yourself Alive”
21. „In the Lap of the Gods... Revisited”
22. „Now I’m Here”
23. „Liar”
24. „Jailhouse Rock”
25. „God Save the Queen” (z taśmy)

Pozostałe utwory (rzadko grane)
- „Big Spender”
- „I’m a Man”
- „Mannish Boy”
- „Doing All Right”
- „Lucille”
- „Saturday Night's Alright for Fighting”
- „Procession/Races Intro” (Earl’s Court)
- „Stupid Cupid”
- „Be-Bop-A-Lula”

## Daty koncertów
| Data                             | Miasto        | Kraj              | Miejsce                 |
| -------------------------------- | ------------- | ----------------- | ----------------------- |
| Pierwszy etap – Ameryka Północna |               |                   |                         |
| 13 stycznia 1977                 | Milwaukee     | Stany Zjednoczone | Dane County Coliseum    |
| 15 stycznia 1977                 | Columbus      | Stany Zjednoczone | St. John Arena          |
| 16 stycznia 1977                 | Indianapolis  | Stany Zjednoczone | Convention Centre       |
| 18 stycznia 1977                 | Detroit       | Stany Zjednoczone | Cobo Hall               |
| 20 stycznia 1977                 | Saginaw       | Stany Zjednoczone | Civic Center            |
| 21 stycznia 1977                 | Louisville    | Stany Zjednoczone | The Gardens             |
| 22 stycznia 1977                 | Kalamazoo     | Stany Zjednoczone | Wings Stadium           |
| 23 stycznia 1977                 | Richfield     | Stany Zjednoczone | Coliseum                |
| 25 stycznia 1977                 | Ottawa        | Kanada            | Civic Centre            |
| 26 stycznia 1977                 | Montreal      | Kanada            | Montreal Forum          |
| 28 stycznia 1977                 | Chicago       | Stany Zjednoczone | Stadium                 |
| 30 stycznia 1977                 | Toledo        | Stany Zjednoczone | Sports Arena            |
| 1 lutego 1977                    | Toronto       | Kanada            | Maple Leaf Gardens      |
| 3 lutego 1977                    | Springfield   | Stany Zjednoczone | Civic Centre            |
| 4 lutego 1977                    | College Park  | Stany Zjednoczone | University of Maryland  |
| 5 lutego 1977                    | Nowy Jork     | Stany Zjednoczone | Madison Square Garden   |
| 6 lutego 1977                    | Long Island   | Stany Zjednoczone | Nassau Colisuem         |
| 8 lutego 1977                    | Syracuse      | Stany Zjednoczone | War Memorial Auditorium |
| 9 lutego 1977                    | Boston        | Stany Zjednoczone | Boston Garden           |
| 10 lutego 1977                   | Providence    | Stany Zjednoczone | Civic Centre            |
| 11 lutego 1977                   | Filadelfia    | Stany Zjednoczone | Civic Centre            |
| 19 lutego 1977                   | Miami         | Stany Zjednoczone | Sportatorium            |
| 20 lutego 1977                   | Lakeland      | Stany Zjednoczone | Civic Centre            |
| 21 lutego 1977                   | Atlanta       | Stany Zjednoczone | Omni Coliseum           |
| 22 lutego 1977                   | Birmingham    | Stany Zjednoczone | Auditorium              |
| 25 lutego 1977                   | Dallas        | Stany Zjednoczone | Moody Coliseum          |
| 26 lutego 1977                   | Houston       | Stany Zjednoczone | Sam Houston Coliseum    |
| 1 marca 1977                     | Phoenix       | Stany Zjednoczone | Coliseum                |
| 2 i 3 marca 1977                 | Inglewood     | Stany Zjednoczone | Forum                   |
| 5 marca 1977                     | San Diego     | Stany Zjednoczone | San Diego Sports Arena  |
| 6 marca 1977                     | San Francisco | Stany Zjednoczone | Winterland              |
| 11 marca 1977                    | Vancouver     | Kanada            | PNE Coliseum            |
| 12 marca 1977                    | Portland      | Stany Zjednoczone | Paramount               |
| 16 i 17 marca 1977               | Calgary       | Kanada            | Jubilee Auditorium      |
| 18 marca 1977                    | Edmonton      | Kanada            | Rexall Place            |
| Drugi etap – Europa              |               |                   |                         |
| 8 maja 1977                      | Sztokholm     | Szwecja           | Civic Auditorium        |
| 10 maja 1977                     | Göteborg      | Szwecja           | Scandinavium            |
| 12 maja 1977                     | Kopenhaga     | Dania             | Broendby Hall           |
| 13 maja 1977                     | Hamburg       | Niemcy            | Congresscentrum         |
| 14 maja 1977                     | Frankfurt     | Niemcy            | Festhalle               |
| 16 maja 1977                     | Düsseldorf    | Niemcy            | Phillipshalle           |
| 17 maja 1977                     | Rotterdam     | Holandia          | Ahoy Hall               |
| 19 maja 1977                     | Bazylea       | Szwajcaria        | Sporthalle              |
| 23 i 24 maja 1977                | Bristol       | Anglia            | Hippodrome              |
| 26 i 27 maja 1977                | Southampton   | Anglia            | Gaumont Theatre         |
| 29 maja 1977                     | Stafford      | Anglia            | Bingley Hall            |
| 30 i 31 maja 1977                | Glasgow       | Szkocja           | Apollo Theatre          |
| 2 i 3 czerwca 1977               | Liverpool     | Anglia            | Empire Theatre          |
| 6 i 7 czerwca 1977               | Londyn        | Anglia            | Earl’s Court            |